# Стала Маделунга

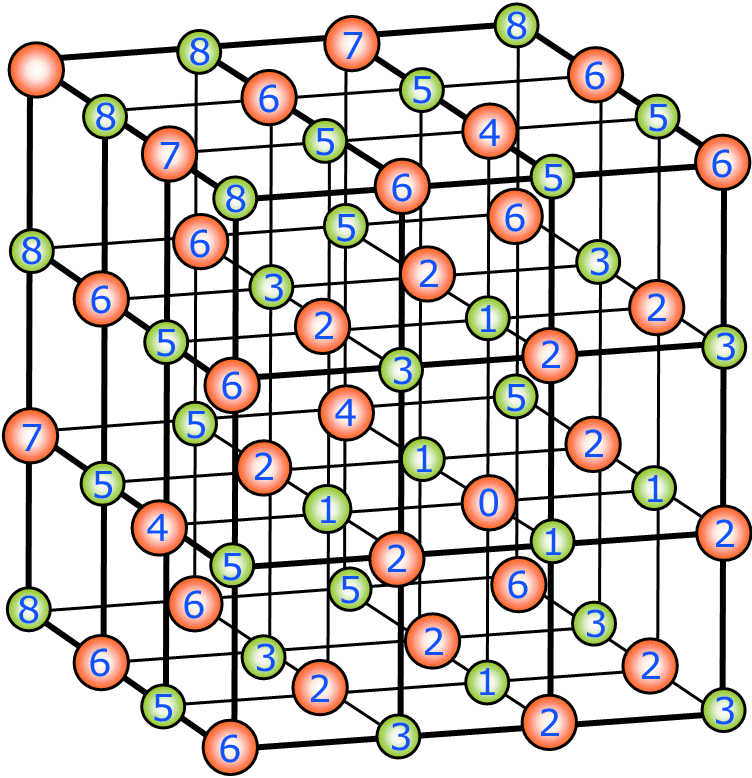
Константа Маделунга розраховується для іона NaCl, позначеного 0, методом розкладних сфер. Кожне число позначає порядок з яким воно підсумовується. Зауважимо, що в цьому випадку сума розбіжна, але існують методи її підсумовування, які дають збіжний ряд.

Стала Маделунга — використовується для визначення електростатичного потенціалу окремого іона в кристалі шляхом наближення іонів точковими зарядами.

## Загальний опис
Названа на честь Ервіна Маделунга, німецького фізика.
Оскільки аніони та катіони в іонному твердому тілі притягуються один до одного за рахунок своїх протилежних зарядів, то розділення іонів вимагає певної кількості енергії. Цю енергію необхідно передати системі, щоб розірвати аніон-катіонний зв'язок. Енергія, яка необхідна для розриву цих зв'язків для одного моля іонного твердого тіла за нормальних умов, є енергією ґратки.

## Формальний вираз
Константа Маделунга дозволяє розрахувати електричний потенціал {\displaystyle V_{i}} всіх іонів ґратки, які реагують на іон у положенні {\displaystyle r_{i}}
{\displaystyle V_{i}={\frac {e}{4\pi \epsilon _{0}}}\sum _{j\neq i}{\frac {z_{j}}{r_{ij}}},}
де {\displaystyle r_{ij}=|r_{i}-r_{j}|} — відстань між {\displaystyle i}-м і {\displaystyle j}-м іонами,
{\displaystyle {\begin{aligned}&z_{j}\ {\text{дорівнює кількості зарядів}}\ j{\text{-го іона}},\\&e=1{,}6022\times 10^{-19}~{\text{Кл}},\\&4\pi \epsilon _{0}=1{,}112\times 10^{-10}\cdot {\text{Кл}}^{2}/({\text{Дж}}\cdot {\text{м}}).\end{aligned}}}
Якщо відстані {\displaystyle r_{ij}} нормовані на відстань найближчого сусіда {\displaystyle r_{0}}, то потенціал можна записати як
{\displaystyle V_{i}={\frac {e}{4\pi \epsilon _{0}r_{0}}}\sum _{j}{\frac {z_{j}r_{0}}{r_{ij}}}={\frac {e}{4\pi \epsilon _{0}r_{0}}}\cdot M_{i},}
де {\displaystyle M_{i}} — (безрозмірна) константа Маделунга {\displaystyle i}-го іона
{\displaystyle M_{i}=\sum _{j}{\frac {z_{j}}{r_{ij}/r_{0}}}.}
Інша домовленість полягає в тому, щоб встановити базову довжину кубічного кореня з об'єму елементарної комірки {\displaystyle w}, яка для кубічних систем дорівнює періоду ґратки. Тоді постійна Маделунга обчислюється як
{\displaystyle {\overline {M}}_{i}=\sum _{j}{\frac {z_{j}}{r_{i}j/w}}=M_{i}{\frac {r_{0}}{w}}.}
Електростатична енергія іона у положенні {\displaystyle r_{i}} дорівнює добутку його заряду на потенціал, що діє у цьому положенні:
{\displaystyle E_{{\rm {el}},i}=z_{i}eV_{i}={\frac {e^{2}}{4\pi \epsilon _{0}r_{0}}}z_{i}M_{i}.}
У [Кристалічна структура|кристалічній структурі] стільки ж констант Маделунга {\displaystyle M_{i}} скільки іони займають різних вузлів решітки. Наприклад, для іонного кристала NaCl виникають дві константи Маделунга — одна для {\displaystyle {\rm {Na}}} і інша для {\displaystyle {\rm {Cl}}}. Оскільки обидва іони займають вузли ґратки з однаковою симетрією, то вони обидва мають однакову величину і відрізняються лише за знаком. Електричний заряд іонів {\displaystyle {\rm {Na}}^{+}} і {\displaystyle {\rm {Cl}}^{-}} вважається однократним додатним і від'ємним, відповідно {\displaystyle z_{\rm {Na}}=1} та {\displaystyle z_{\rm {Cl}}=-1}. Відстань до найближчого сусіда дорівнює половині періоду ґратки кубічної одиничної комірки одиничної комірки {\displaystyle r_{0}=a/2} і константи Маделунга дорівнюють:
{\displaystyle M_{\rm {Na}}=-M_{\rm {Cl}}={\sum _{j,k,\ell =-\infty }^{\infty }}^{\prime }{\frac {(-1)^{j+k+\ell }}{(j^{2}+k^{2}+\ell ^{2})^{1/2}}}.}

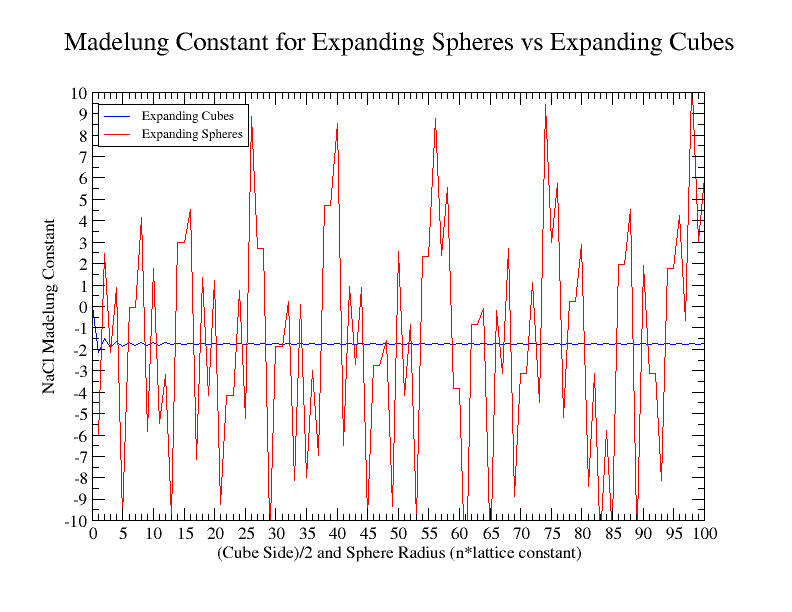
Цей графік демонструє розбіжність методу розкладних сфер для розрахунку постійної Маделунга для NaCl порівняно з методом розкладних кубів, який є збіжним.

Штрих вказує на те, що член {\displaystyle j=k=\ell =0} слід опустити. Оскільки ця сума умовно збіжна, то вона не підходить для визначення константи Маделунга, якщо не вказано порядок суми. Існують два «очевидних» методи суми цього ряду, шляхом розкладів кубів або розкладів сфер. Останній, хоча й позбавлений змістовної фізичної інтерпретації (сферичних кристалів немає), досить популярний через свою простоту. Таким чином, у літературі часто зустрічається наступний розклад:
{\displaystyle M=-6+12/{\sqrt {2}}-8/{\sqrt {3}}+6/2-24/{\sqrt {5}}+\dotsb =-1{,}74756\dots .}
Однак це неправильно, оскільки цей ряд розходиться, як було показано Емерслебеном у 1951 році. Підсумування за розкладними кубами збігається до правильного значення. Однозначне математичне визначення дають Д. Борвейн, Дж. Борвейн і Тейлор за допомогою аналітичного продовження абсолютно збіжного ряду.
Існує багато практичних методів для обчислення константи Маделунга за допомогою або прямого підсумовування (наприклад, метод Ев'єна), або інтегральних перетворень, які використовуються в методі Евальда.
| Іон в кристалічній сполуці                                                           | {\displaystyle M} (на основі {\displaystyle r_{0}}) | {\displaystyle {\overline {M}}} (на основі {\displaystyle w}) |
| ------------------------------------------------------------------------------------ | --------------------------------------------------- | ------------------------------------------------------------- |
| {\displaystyle {\rm {Cl}}^{-}} і {\displaystyle {\rm {Cs}}^{+}} в CsCl               | {\displaystyle \pm 1{,}762675}                      | {\displaystyle \pm 1{,}762675}                                |
| {\displaystyle {\rm {Cl}}^{-}} і {\displaystyle {\rm {Na}}^{+}} в кам'яній солі NaCl | {\displaystyle \pm 1{,}747565}                      | {\displaystyle \pm 3{,}495129}                                |
| {\displaystyle {\rm {S}}^{2-}} і {\displaystyle {\rm {Zn}}^{2+}} в сфалериті ZnS     | {\displaystyle \pm 3{,}276110}                      | {\displaystyle \pm 7{,}56585}                                 |
| {\displaystyle {\rm {F}}^{-}} у флюориті CaF2                                        | {\displaystyle 1{,}762675}                          | {\displaystyle 4{,}070723}                                    |
| {\displaystyle {\rm {Ca}}^{2+}} у флюориті CaF2                                      | {\displaystyle -3{,}276110}                         | {\displaystyle -7{,}56585}                                    |

Неперервне зменшення {\displaystyle M} зі зменшенням координаційного числа {\displaystyle Z} для трьох кубічних сполук {\displaystyle AB} (з урахуванням подвоєних зарядів у {\displaystyle {\rm {ZnS}}}) пояснює спостережувану схильність галогенідів лужних кристалів до кристалізації в структурі з найвищим {\displaystyle Z}, який сумісний з їхніми іонними радіусами. Зверніть також увагу на те, як структура флюориту, яка є проміжною між структурами хлориду цезію та структурами сфалериту, відображається в константах Маделунга.

## Формула
Швидко збіжний оператор для константи Маделунга {\displaystyle {\rm {NaCl}}}:
{\displaystyle 12\pi \sum _{m,n\geq 1,\,{\text{непарні}}}\operatorname {sech} ^{2}\left({\frac {\pi }{2}}\left(m^{2}+n^{2}\right)^{1/2}\right).}

## Узагальнення
Для розрахунку констант Маделунга передбачається, що щільність заряду іона може бути апроксимована точковим зарядом. Це допускається, якщо розподіл електронів іона сферично-симетричний. Проте в окремих випадках, коли іони знаходяться на ділянці ґратки певних кристалографічних точкових груп, може знадобитися знаходження моментів вищих порядків, тобто мультипольних моментів щільності заряду. За допомогою електростатики показано, що взаємодія між двома точковими зарядами враховує лише перший член загального ряду Тейлора, що описує взаємодію між двома розподілами зарядів довільної форми. Відповідно, константа Маделунга представляє лише монополь-монопольний член.
Таким чином, модель електростатичної взаємодії іонів у твердих тілах була розширена до концепції точкового мультиполя, яка також включає вищі мультипольні моменти, такі як диполі, квадрополі тощо. Ці концепції вимагають визначення констант Маделунга вищих порядків, а також так звані електростатичні постійні ґратки. Правильний розрахунок електростатичних постійних ґраток має враховувати [[[Кристалічний клас|кристалографічні точкові групи]]] вузлів іонної ґратки; наприклад, дипольні моменти можуть виникати лише на полярних вузлах ґратки, тобто проявляючи {\displaystyle C_{1}}, {\displaystyle C_{1^{h}}}, {\displaystyle C_{n}} або {\displaystyle C_{nv}} вузлову симетрію {\displaystyle (n=2,3,4,6)}. Виявилося, що ці константи Маделунга другого порядку мають значний вплив на енергію ґратки та інші фізичні властивості гетерополярних кристалів.

## Застосування для органічних солей
Константа Маделунга також є корисною величиною для опису енергії ґратки органічних солей. Ізгородіна зі співаторами описали узагальнений метод (так званий EUGEN метод) розрахунку постійної Маделунга для будь-якої кристалічної структури.